# À Flor da Pele (álbum)

Ver: Todos os Álbuns de estúdio

À Flor da Pele é o primeiro álbum de estúdio da banda portuguesa de rock UHF. Editado em junho de 1981 pela EMI–Valentim de Carvalho.
Os primeiros 12 500 exemplares do álbum incluíam um single extra com os temas "Quem irá beber comigo? (desfigurado)" e "Noite Dentro".[carece de fontes?]
O álbum atingiu o primeiro lugar na tabela de vendas em 1981, sendo galardoado com disco de ouro.
O primeiro tema a ser conhecido foi "Rua do Carmo", sendo a apresentação ao público feita com uma actuação na montra de uma loja do Chiado, com a rádio em direto e a televisão a recolher imagens que o telejornal exibiu nessa noite. Nunca antes em Portugal se tinha visto nada assim. O single "Rua do Carmo" foi lançado em maio de 1981 contendo no lado B o inédito "(Vivo) Na Fronteira",[carece de fontes?] e permaneceu mais de trinta semanas no top nacional.
O último single a ser extraído foi "Modelo Fotográfico".
A fotografia da capa do álbum é da autoria de Luís Vasconcelos, tirada a meio da serra que liga Aveiro a Viseu, no decorrer da digressão anterior.
A gravação do tema "Ébrios (pela vida)" foi realizada em take direto com a voz a ser isolada na sala de banho dos estúdios Valentim de Carvalho. A ideia partiu de António Manuel Ribeiro para prolongar a tonalidade médio-grave da voz, à semelhança da gravação do álbum LA Woman dos Doors. A canção é a primeira abordagem à declamação musicada dos UHF.
O tema "(Anjo) Feiticeiro" é uma batalha de emoções na fronteira palco-público, uma mistura da banda, do cantor e do olhar penetrante das miúdas enquanto as canções se sucediam. A premonição da letra da canção iria ser cumprida. Traria para a realidade um grande amor e uma estória pessoal do vocalista da banda.
O álbum À Flor da Pele é considerado a "Bíblia do rock português", uma referência para todas as bandas rock. Foi reeditado em disco compacto em 1993.

## Lista de faixas
O álbum de vinil (LP) é composto por oito faixas em versão padrão, com oferta de um single extra, com duas faixas, na primeira edição. Todos os músicos participaram na composição dos temas.[carece de fontes?]
| Lado A |                       |                                   |         |  |
| N.º    | Título                | Compositor(es)                    | Duração |  |
| 1.     | "Rua do Carmo"        | António M. Ribeiro                | 3:47    |  |
| 2.     | "Rapaz Caleidoscópio" | António M. Ribeiro / Renato Gomes | 5:57    |  |
| 3.     | "Nove e Trinta"       | António M. Ribeiro                | 3:08    |  |
| 4.     | "(Anjo) Feiticeiro"   | António M. Ribeiro                | 5:42    |  |

| Lado B |                      |                                                 |         |  |
| N.º    | Título               | Compositor(es)                                  | Duração |  |
| 1.     | "Modelo Fotográfico" | António M. Ribeiro                              | 2:41    |  |
| 2.     | "Rola Roleta"        | António M. Ribeiro / Carlos Peres / Zé Carvalho | 2:54    |  |
| 3.     | "Geraldine"          | António M. Ribeiro / Carlos Peres               | 4:39    |  |
| 4.     | "Ébrios (pela vida)" | António M. Ribeiro / Carlos Peres               | 6:35    |  |

| Single extra   |                                        |                                   |         |  |
| N.º            | Título                                 | Compositor(es)                    | Duração |  |
| 1.             | "Quem Irá Beber Comigo? (Desfigurado)" | António M. Ribeiro / Carlos Jorge | 2:53    |  |
| 2.             | "Noite Dentro"                         | António M. Ribeiro                | 2:43    |  |
| Duração total: | Duração total:                         | Duração total:                    | 38:19   |  |

## Membros da banda
- António Manuel Ribeiro (vocal, guitarra e teclas)[carece de fontes?]
- Carlos Peres (baixo e vocal de apoio)[carece de fontes?]
- Renato Gomes (guitarra)[carece de fontes?]
- Zé Carvalho (bateria)[carece de fontes?]